# Josep Fornet Senís
Josep Fornet Senís (València, 24 de juny de 1836 - València, 27 de març de 1915) fou un compositor i organista valencià.
Es formà musicalment com a cantor infantil en el Col·legi del Patriarca de València, on va estar-hi catorze anys i on perfeccionà els estudis de piano i orgue sota la tutela del seu professor Juan Bautista Plasencia Valls. A partir del 1864 passà a ser organista de l'Església de Sant Nicolau de València, on obtigué gran fama com a instrumentista i improvisador.
Compaginà la seva activitat religiosa amb la seva professió com a pianista de saló (tant en cases particulars com en cafès com El Siglo) i com a professor de solfeig de la Societat Econòmica d'Amics del País Valencià. Aquesta entitat li atorgà un diploma amb medalla d'or per a la composició del seu himne, Himno a la educación. També compongué un himne per a veus i orgue amb lletra de Teodor Llorente Olivares dedicat a la Exposició Regional Valenciana el 1909. Es convertí en un dels professors particulars més sol·licitats per la burgesia catalana i participà en les vetllades artístiques organitzades per Lluis Moroder.
La majoria de la producció de Fornet és de caràcter religiós, editada principalment per la casa editorial Antich i Pena. Moltes de les seves peces es troben en la Biblioteca de Compositors Valencians de l'Ajuntament de València.